# موهلنیتسه (ناحیه پلزن-جنوبی)
موهلنیتسه (به چکی: Mohelnice) یک منطقهٔ مسکونی در جمهوری چک است که در Plzeň-South District واقع شده‌است. موهلنیتسه ۲٫۹۴ کیلومتر مربع مساحت و ۷۳ نفر جمعیت دارد و ۴۳۰ متر بالاتر از سطح دریا واقع شده‌است.